# Декантування вина
Декантація вина (карафаж, декантування) — термін широко вживається барменами, сомельє та офіціантами для позначення процесу переливання вина з пляшки в декантер з метою відокремлення його від осаду, проведення аерації молодого вина та для перевірки стану зрілого вина після тривалого зберігання.
Французькою мовою декантація звучить як «decantage», на англійській — «decantation» або «decanting». Процедура декантажу вин являє собою високе мистецтво, вона часто застосовується на конкурсах сомель'є як випробовування. Вважається, що декантування — це, свого роду, кульмінація мистецтва подачі вина на стіл.

## Виникнення
Історично, вино подавали в графинах (згодом — декантери)з очевидної причини — відсутності пляшок. Вино, зазвичай, відвантажували та продавали бочками. А оскільки таке придбання могли собі дозволити тільки заможні клієнти, то й до столу напій сервирувався гарно, у вишуканому посуді. Навіть коли в побут увійшли скляні пляшки, правила хорошого тону диктували подавання вина в графинах. З того часу винний етикет став більш демократичним, але деякі цінителі вина до цього часу вважають моветоном, якщо на стіл замість декантера поставлена пляшка.

## Які вина належить декантувати
Винні експерти досі не можуть прийти до єдиного висновку про цілі та призначення декантування. Суперечки викликає і те, яке саме вино слід подавати в графіні, а яке можна наливати прямо з пляшки. «Деякі вина дійсно вимагають декантування, тому що в процесі їх витримки утворюється природний осад. А з допомогою декантації рідина відокремлюється від осаду, що дозволяє сервірувати вино чистим», — каже сомельє Жерар Бассе, діючий чемпіон світу та керуючий британського винного готелю TerraVina. Крім непривабливого вигляду плаваючих частинок таке вино ще й не дуже приємно пити: осад може «скрипіти» на зубах і залишати неприємний присмак. До речі, сам осад нешкідливий для здоров'я. У разі червоних вин він навіть служить хорошим індикатором того, що перед вами «серйозний» напій.
«Класичні приклади вин, що вимагають декантації через осад, — бордоські червоні і вінтажні портвейни», — вказує Андреас Ларссон, колишній власник титулу «Сомельє світу» і винний директор ресторану PM & Vanner в Швеції.
Осад зустрічається і в інших червоних винах високої якості, «прожили» в пляшках кілька років. Але іноді трапляються і молоді вина з дрібними частинками, особливо якщо виробник навмисно не проводить фільтрації, щоб максимально зберегти аромати і смак напою. Навіть у білих вин в пляшці часом можна помітити прозорі кристали винного каменю. Осад в білому вині також не є дефектом, але декантація допомагає поліпшити зовнішній вигляд таких вин.
Переливання вина з пляшки в графин може переслідувати й іншу мету — дати вину «продихатися» для більш повного розкриття букета. Сомельє називають цей процес аерацією. Зовсім необов'язково, щоб у такому вині був осад, однак для витриманих напоїв процедура декантування може відразу поєднувати і видалення осаду, і аерацію.
Яким винам аерація не потрібна? Майкл Бродбент, який понад 40 років очолював винний відділ аукціону Christies, вважає, що без неї спокійно обходяться молоді червоні і білі, включаючи херес, вина широкого комерційного виробництва, рожеві, шампанські, портвейни категорій рубі і тоні, а також мадера. А Андреас Ларссон говорить, що він ніколи не декантує вина з піно нуар або гренаша — ці червоні сорти легко піддаються впливу кисню, через що можуть швидко втратити свіжість і ароматику.
І все-таки контакт вина з повітрям може бути корисний для деяких молодих вин, щоб відкрити більше ароматичних нюансів. Варто врахувати умовність терміна «молоді» стосовно вина: наприклад, найкращі бордоські дуже повільно розвиваються в пляшці, тому навіть десятирічні зразки вважаються «молодими» і виграють від аерації. Андреас Ларссон розповідає, що нещодавно йому довелося декантувати Lafleur, одне з великих бордоських вин врожаю 2001 року. «Спочатку воно було закритим і непривітним, однак після 30 хвилин в декантері „вибухнуло“ у ароматах і показало свій великий характер», — згадує він.
Аерація може бути показана і старим винам, проте супроводжується ризиком. Як зауважує Жерар Бассе, якщо дуже старе вино перелили в графін, не правильно розрахувавши час до подачі, то воно може серйозно постраждати. Проблема в тому, що ніхто не візьметься точно визначити, скільки часу старе вино з конкретної пляшки може протриматися в декантері — інтервал становить від декількох хвилин до декількох годин. Тож якщо у вас є пляшка віком кілька десятків років і ви хочете її продекантувати, то робіть це на свій страх і ризик. Втім, є одна підказка від Майкла Бродбента. Якщо вино з самого початку було чудової якості, тобто зроблено шановним виробником з відмінного врожаю і правильно зберігалося, то менше шансів, що воно швидко «зламається» в декантері. Андреас Ларссон вказує, що не варто забувати про декантування білих вин. «Високоякісним бургундським і деяким іншим, зробленим в свіжому стилі, це йде тільки на користь», — зауважує він. «Всі вина різні, і декантування залежить від безлічі факторів, включаючи сорт винограду, регіон, вік і якість вина. Зрештою, грають роль і особисті уподобання: одним подобається, щоб вино було продекантовано, а іншим ні», — підводить підсумок Жерар Бассе. Частіше за всіх декантують червоні зрілі вина для зняття з них осаду та червоні молоді потужні середньотілі вина з виразними танінами (такими як бордоські, вина Північної Рони (Кот Роті, Ермітаж)), щоб пом'якшити таніни і розкрити всю складність ароматів та смаку. Декантують рідко — бургундські, білі, рожеві, ігристі, з низьким вмістом танінів (типу Вальполічелли, Бордоліно). Дуже старі червоні вина декантують перед подачею, тільки за впевненості, що вино не «зламається». Столові вина не декантують.